# Олбриттон, Луиза
Луиза Олбриттон (англ. Louise Allbritton, также  Louise Albritton, 3 июля 1920[…], Оклахома-Сити — 16 февраля 1979[…], Пуэрто-Вальярта, Халиско) — американская актриса театра и кино, родом из Оклахома-Сити, штат Оклахома.
Она сыграла в таких фильмах, как «Питтсбург» (1942), «Кто это сделал?» (1942), «Сын Дракулы» (1943), «Неудачник и я» (1947) и «Ловко устроился» (1948).

## Ранние годы и карьера
Олбриттон родилась 3 июля 1920 года в Оклахома-Сити в семье Э. Э. Олбриттона из Уичито-Фолс, штат Техас. Она училась в Университете Оклахомы и приобрела актёрский опыт в Pasadena Playhouse. Отец лишил Луизу содержания в надежде, что она вернётся домой, но контракт с Universal Studios позволил ей продолжить работу в Голливуде.

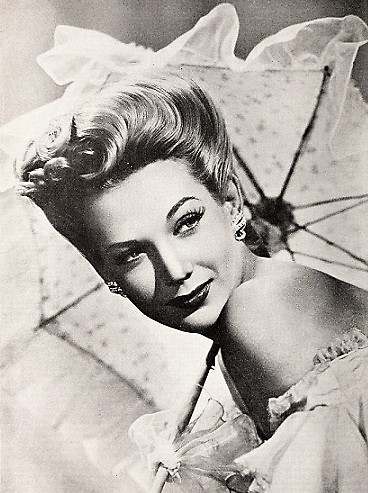
Олбриттон в 1944 году

Во время Второй мировой войны Олбриттон выступала за рубежом с труппой USO, группой, которая «давала представление за представлением, многие из которых сопровождались грохотом вражеских орудий».
Она была одной из нескольких претенденток на главную женскую роль в долгоиграющей бродвейской постановке «Зуд седьмого года». На телевидении она сыграла главную роль в сериале NBC-TV «Что касается мисс Марлоу» (1954) и снялась в драме CBS «Дверь на сцену» (1950):1008.

## Личная жизнь
С 1946 года до своей смерти она была замужем за корреспондентом CBS и писателем Чарльзом Коллингвудом; Луиза оставила актёрскую карьеру через несколько лет после свадьбы.

## Смерть
Оллбриттон умерла от рака 16 февраля 1979 года в Пуэрто-Вальярте, Мексика, где у неё и Коллингвуда был один из их домов.